# Мощаниця (Крупський район)
Мощаниця (біл. вёска Машчаніца) — село в складі Крупського району Мінської області, Білорусь. Село підпорядковане Ухвальській сільській раді, розташоване в східній частині області.